# گوآردا
گوآردا (پرتغالی: Guarda) یکی از شهرهای کشور پرتغال است. این شهر بیش از ۳۲۰۰۰ نفر جمعیت دارد و تاریخ بنانهادن آن به سال ۱۱۹۹ میلادی بازمی‌گردد.